# Paramentique

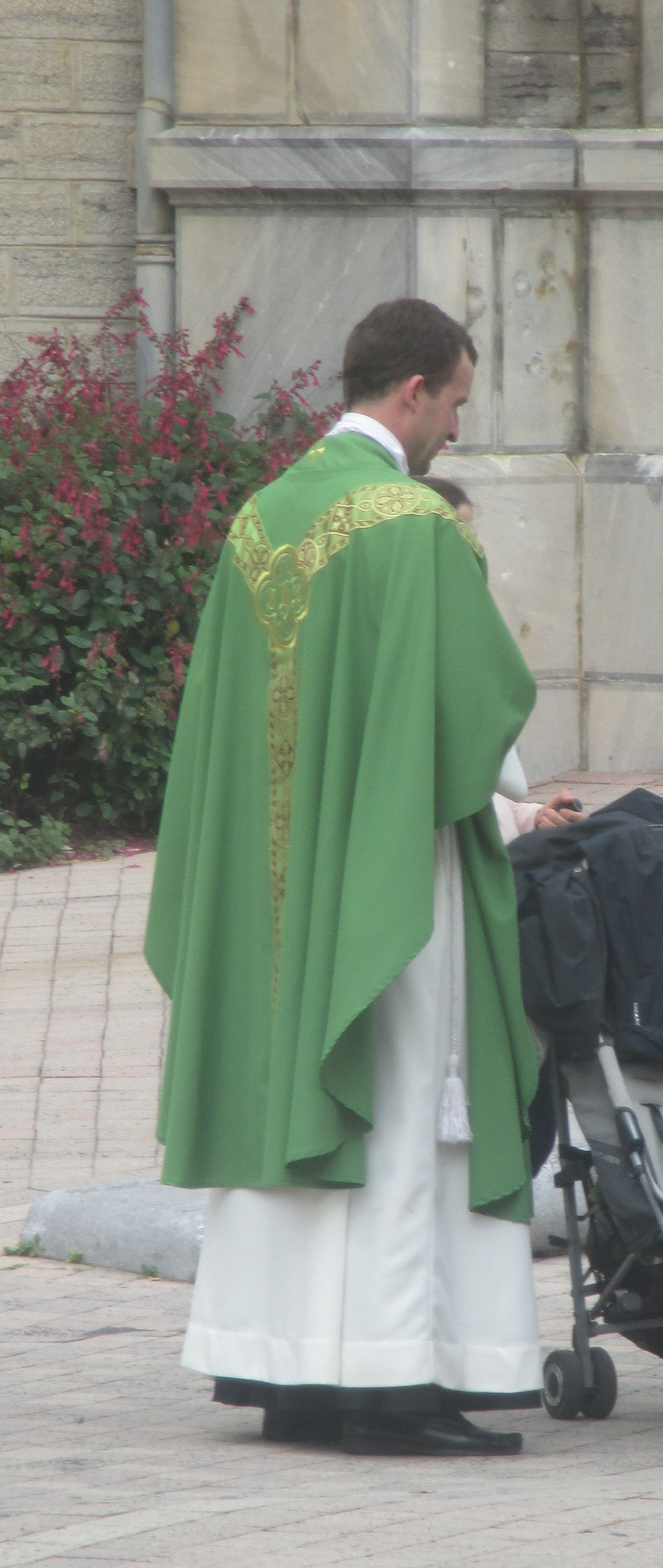
Chasuble moderne (couleur verte du temps ordinaire).

Les parements ou parements liturgiques ou la paramentique (néologisme créé du latin parare, « préparer, apprêter » et le suffixe fonctionnel -mentum suivi de la terminaison -icus adjectivale), sont l'ensemble des éléments du costume ecclésiastique (vêtements, coiffes, etc.), ainsi que les tentures et ornements liturgiques, utilisés dans les rites chrétiens ; s’y ajoute parfois l'orfèvrerie sacrée.
Les formes, les coupes et les coutumes liées à la paramentique ont d'abord fait l'objet de nombreux changements au cours des siècles. Puis le costume de chœur et le vêtement usuel ont été fixés par divers textes issus du concile de Trente, complétés par un recueil de textes, le Caeremoniale episcoporum, publié par Clément VIII en 1600, qui établit les règles des cérémonies présidées par l'évêque, valables pour les communautés catholiques de rite latin, respectant pourtant quelques coutumes locales. Les couleurs liturgiques restant un élément fondamental de la paramentique liturgique.
Dans les Églises issues de la Réforme protestante, de nombreux pasteurs célèbrent sans vêtement liturgique, bien qu'il existe des vêtements sacerdotaux chez les protestants : la robe pastorale noire, parfois agrémentée d'étoles de couleurs notamment chez les luthériens. Certaines cérémonies anglicanes High Church ont quant à elles conservé une bonne part de la tradition romaine.

## Paramentique romaine

### A

#### Amict
Du latin amicire qui signifie « couvrir ».
L'amict est un rectangle de toile  que le clerc passe autour du cou avant de revêtir l'aube.
L'amict est marqué d'une croix que le clerc baise avant de le poser sur sa tête, puis de le descendre sur ses épaules pour recouvrir le col de sa soutane. L'amict doit être pourvu de deux cordons assez longs pour être noués sur la poitrine en se croisant dans le dos.
Chez les moines, l'amict prend la forme d'un capuce et il est revêtu sur le capuce du scapulaire.
Il rappelle l'amictus qui était un vêtement long que les Romains portaient sur la tête et qui couvrait le corps entier.
Son emploi est rappelé par le pape Jean-Paul II, le 25 mars 2004, par le texte Redemptionis Sacramentum : « On doit mettre un amict avant de revêtir l’aube si celle-ci ne recouvre pas parfaitement l’habit commun autour du cou ».

#### Antependium
L’antependium ou devant d’autel, est une tenture de draperie, souvent en toile ou en cuir, destinée à orner la façade de l'autel. Le devant-d'autel rectangulaire ou rigide peut se substituer à lui, comme le dossal.

#### Aube
Du latin alba qui signifie « blanc ».
L'aube est une tunique longue allant jusqu'aux pieds et de couleur blanche portée par tous les clercs, de l'évêque à l'acolyte comme habit liturgique. L'aube est ainsi nommée à cause de sa couleur et trouve son origine dans la tunica talaris des Romains, tunique à longs pans, tombant jusqu'aux chevilles et fixée à la taille par un cordon.
Les ministres institués (acolytes, lecteurs, personnes en tenant lieu) la portent seule, les ministres ordonnés (diacre, prêtre, évêque), avec l'étole, sous 
la dalmatique, la chape ou la chasuble. Le Cérémonial des Évêques (Cæremoniale Episcoporum) de 1984 précise que « le vêtement sacré pour tous les ministres quel que soit leur grade commun est l'aube, serrée autour des reins par le cordon, sauf si elle est faite selon le mode de la soutane, afin qu'elle épouse le corps sans cordon. Avant de revêtir l'aube, si elle n'entoure pas parfaitement le col de l'habit commun, on revêtira l'amict. »
À la place de l'aube, on peut revêtir le surplis sur la soutane, sauf si l'on doit revêtir la chasuble ou la dalmatique.

### B

#### Bâton cantoral
Le bâton cantoral ou bâton de chantre, bâton de préchantre, (« baculus cantori », « virga argentea », « baculus aureus vel argenteus », « baculus choralis », « baculus praecentoris », « virga praecantoralis », « baculus cantoralis»), appelé aussi autrefois, « virga regia », « sceptre », est le symbole de l'autorité du chantre et un signe honorifique. Le grand chantre le recevait le jour de sa nomination avec sa chape, la clef de la chantrerie, et le mettait sur ses armes.

#### Bourse
Du latin bursa qui signifie « peau, cuir ».
La bourse est destinée à contenir le corporal dont le célébrant se sert pour le Saint Sacrifice de la messe. Elle est formée de deux carrés en carton (env. 20 cm de côté) revêtus à l'extérieur d'un tissu de soie identique à celui de la chasuble et à l'intérieur d'une doublure assortie. Son emploi n'est plus mentionné par les rubriques de 1969.

### C

#### Chape ou pluvial
Le mot chape provient du latin cappa qui signifie « capuchon, cape ».
Grande cape de cérémonie, appelée par les rubriques « pluvial », de forme semi-circulaire, de la couleur liturgique du jour, agrafée par-devant et portée par le prêtre et l'évêque, principalement lors des bénédictions solennelles, aux vêpres et aux laudes solennelles et lors des processions. Jusqu'à la promulgation du missel romain de 1969, elle était également portée pour l'aspersion de l'eau bénite avant la Grand'Messe du dimanche.
La chape n'a aucune signification symbolique. De ce fait, elle a longtemps été portée ou est même encore portée par de simples clercs ou par les chantres.

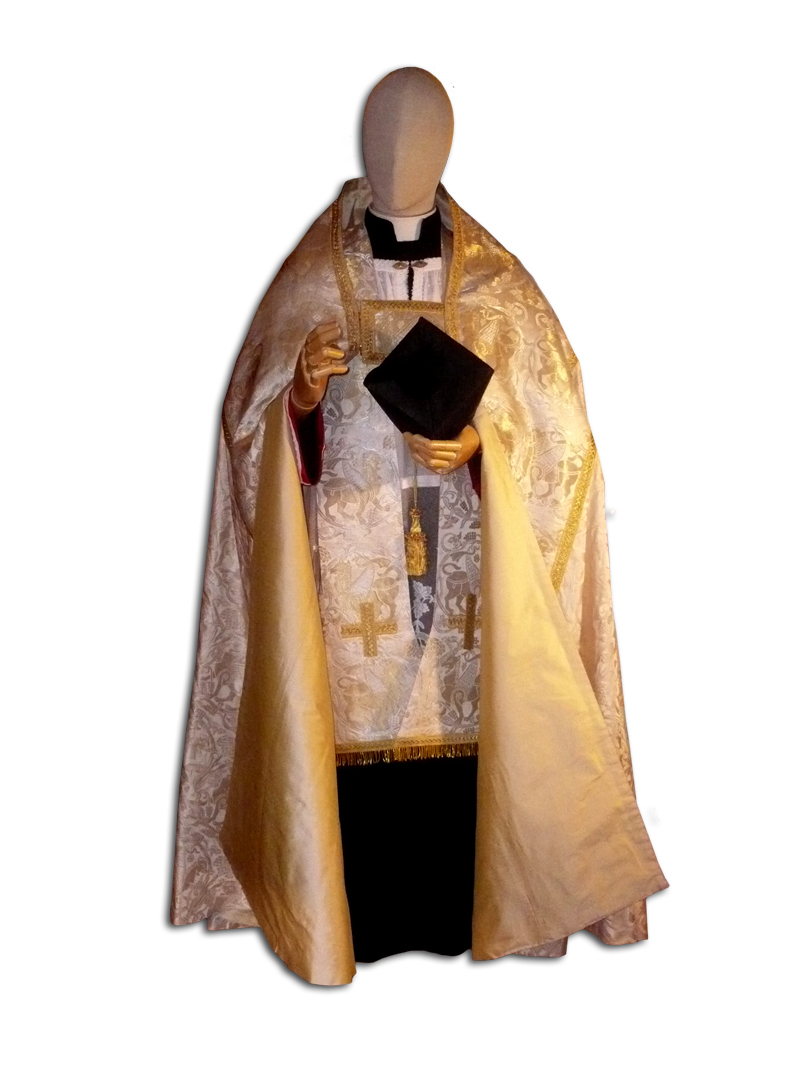
Chape romaine (face).
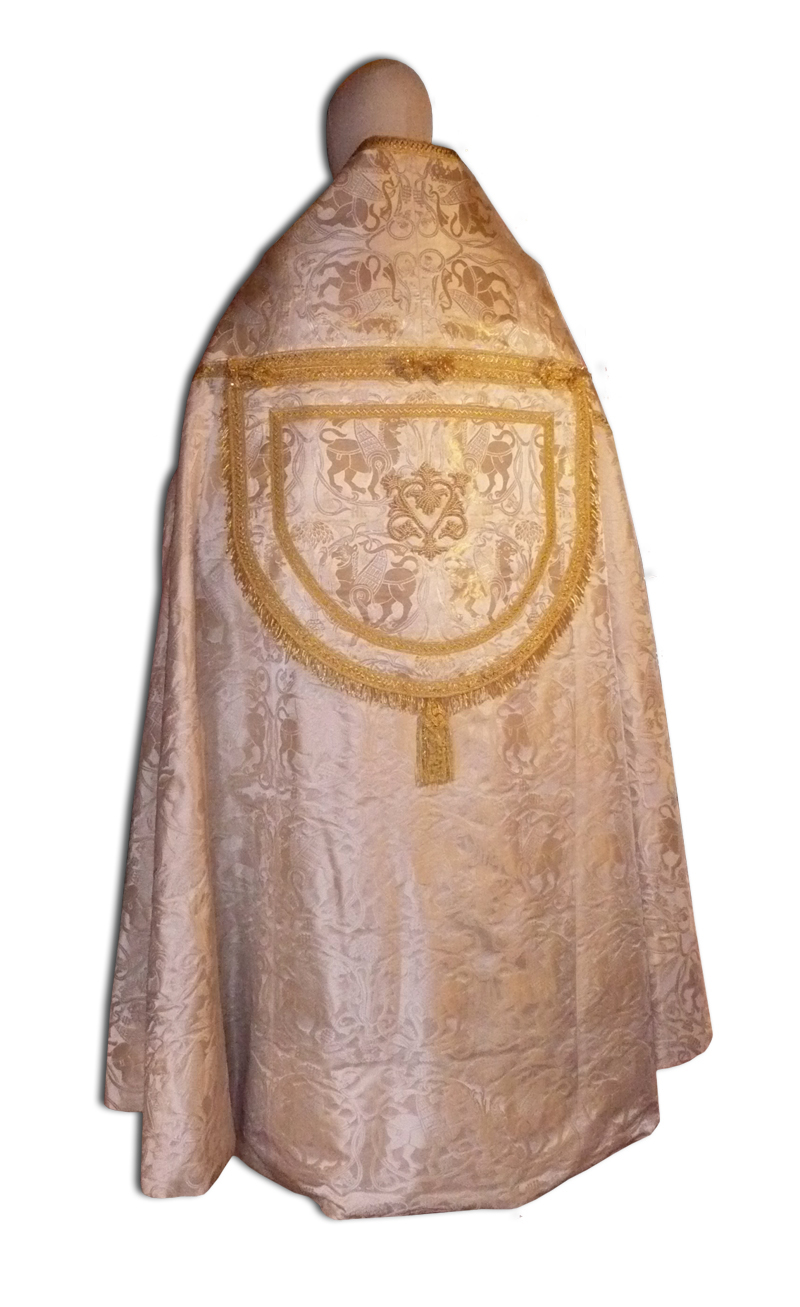
Chape romaine (dos).
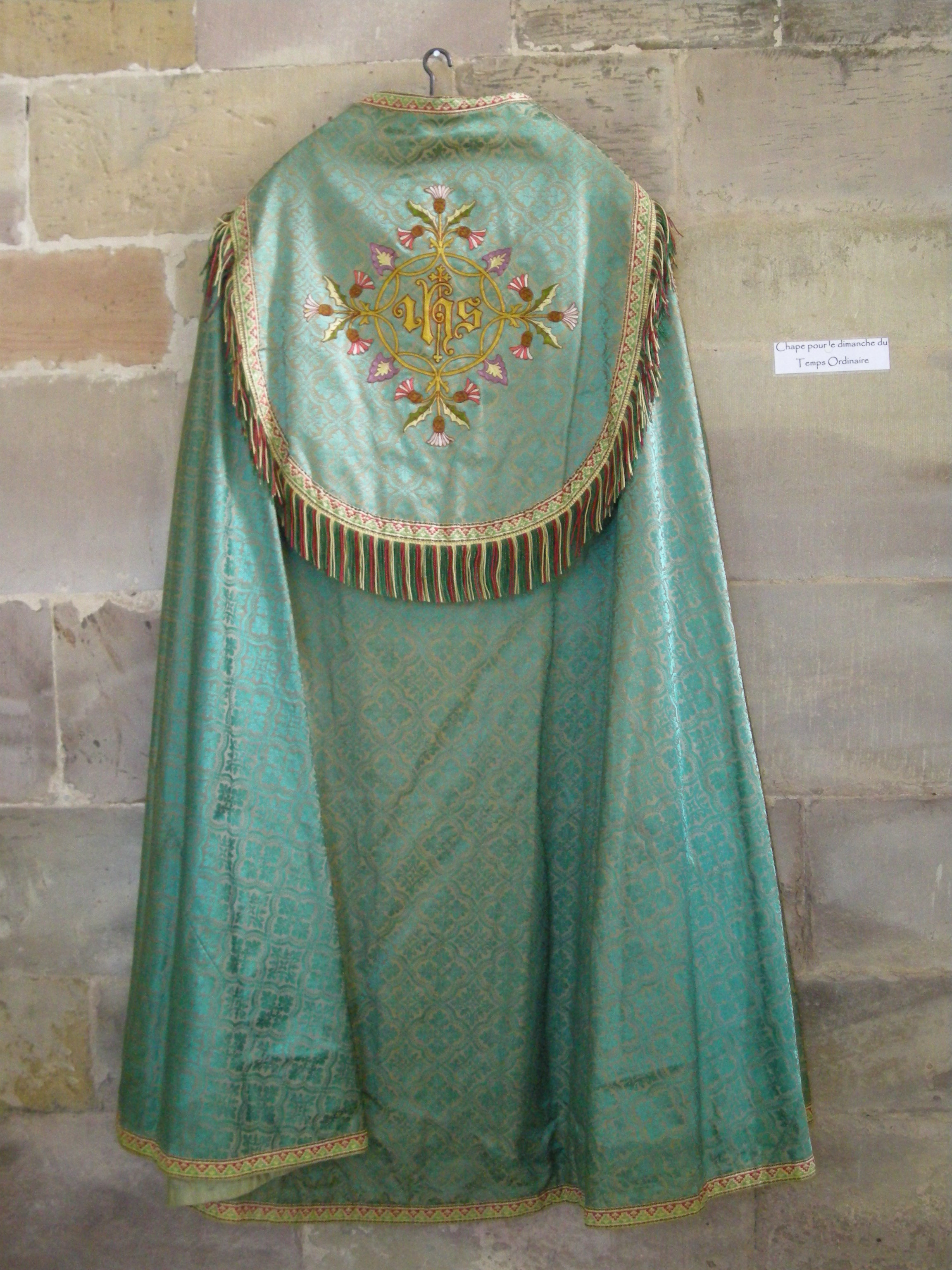
Chape du temps ordinaire (verte).

#### Chaperon
Le chaperon est un élément du pluvial dérivé du capuchon de l'antique manteau de pluie. Le chaperon n'a plus aujourd'hui d'usage pratique, mais il reste un élément décoratif important au dos du pluvial.

#### Chasuble

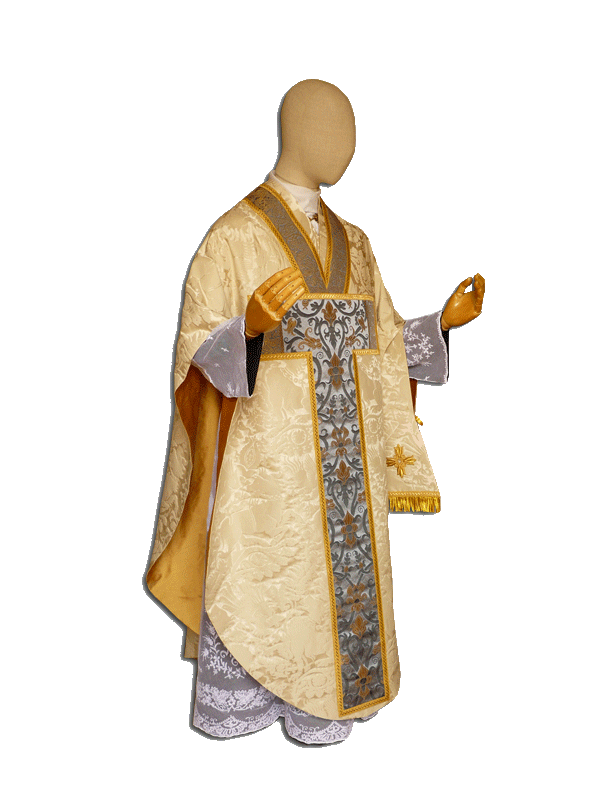
Chasuble romaine de coupe borromée.

La chasuble est un vêtement sacerdotal à deux pans et sans manches avec une ouverture pour la tête, que le prêtre revêt par-dessus l'aube et l'étole pour célébrer la messe et pour d'autres actions liturgiques quand elles précèdent ou suivent immédiatement la messe.
Le mot vient du latin casula qui signifie « petite maison ». On l'appelle également planeta en latin.
C'était en effet, à l'origine, un vaste vêtement, en forme de disque ou de deux demi-cercles cousus ensemble, qui enveloppait complètement le prêtre ; une échancrure pratiquée en son centre permettait de le revêtir en y passant la tête et on la relevait sur les bras pour dire la messe (chasuble romane ou chasuble cloche). Sa forme a ensuite évolué. À force d'échancrer les côtés pour laisser une plus grande liberté aux mouvements, elle a été réduite à une simple bande d'étoffe, la chasuble romaine (appelée aussi parfois chasuble baroque, voire, vulgairement, boîte à violon à cause de sa partie antérieure dont la forme rappelle celle de cet instrument); on en trouve de différents types, qui varient légèrement selon les pays. Depuis le début du XXe siècle, la chasuble est revenue progressivement à une forme plus ample, mais moins encombrante que la chasuble romaine, dite chasuble gothique. Les créateurs contemporains lui ont même redonné la forme en cloche dite "romane". La chasuble romaine ou "baroque" reste néanmoins  fréquemment employée en Italie. Elle est également souvent utilisée par les prêtres qui célèbrent la messe dans la forme tridentine.
Dans les rites orientaux, la chasuble a presque toujours conservé la forme ancienne, mais fendue en avant, ce qui lui donne l'aspect d'un pluvial.
Sa couleur varie en fonction du temps liturgique : rouge, blanc, vert, violet, parfois aussi rose, noir, gris cendré, ou encore de drap d'or (qui peut remplacer le blanc, le rouge et le vert), ou d'argent (qui se substitue au blanc). (voir : couleur liturgique)

##### Chasuble pliée
Aux temps de pénitence, dans les grandes églises, la dalmatique du diacre et la tunique du sous-diacre étaient remplacées, jusqu'à la réforme des rubriques romaines par le pape Jean XXIII, en 1960, par des chasubles violettes (ou noires le Vendredi saint), pliées en avant ou coupées vers le milieu de la partie antérieure.

#### Conopée
Le conopée, du latin conopeum, est un voile recouvrant le tabernacle où se trouvent les hosties consacrées. La couleur du conopée peut varier en fonction du temps liturgique.

#### Cordon d'aube
Le cordon ou cingulum (de) est mis immédiatement sur l'aube pour la serrer à la taille et, par là, éviter que son ampleur gêne le prêtre dans ses mouvements. Le cordon est généralement blanc, mais il peut cependant suivre la couleur du jour et être de même couleur que l'ornement. On notera également l'existence de cordon dont la couleur correspond au grade du porteur : Vert et Or pour les évêques, et Rouge et Or pour les cardinaux. Depuis la réforme liturgique de 1969, il est facultatif si la forme de l'aube épouse naturellement le corps de celui qui la porte. Le cingulum se substitue parfois, pour les cérémoniaires, par un ruban, rappelant l'origine romaine de l'aube.

#### Courtine
Les courtines sont les rideaux encadrant les maîtres-autels des églises ; du moins, ceux adossés à une abside (ou proches d'une).

#### Croix pectorale
La croix pectorale est une croix de métal précieux, suspendue par une chaîne en habit de ville et un cordon de tissu à la messe et au chœur.
Elle est portée sur la poitrine par les évêques, les cardinaux, certains prélats et les abbés. À la messe, elle doit être portée sous la chasuble. Cette rubrique est peu respectée. Certains évêques, en France, en Suisse et même en Italie, la placent par-dessus. À Rome même, de hauts prélats de la 
Curie se laissent aller à porter la croix pectorale sur la chasuble (Secrétaire d'État à l'autel majeur de Saint-Paul-hors-les-murs, à la messe de sépulture de Chiara Lubich par exemple, en mars 2008).

#### Crosse
Bâton pastoral des évêques et des abbés. Il avait initialement la forme d'un Tau grec (T) (la cambuca des pontificaux du XIIe, elle-même héritière des bâtons du clergé carolingien) ; à partir du XIIe siècle son extrémité supérieure a pris la forme recourbée qui est aujourd'hui la plus répandue. À partir du pontificat de Paul VI apparaissent également des crosses en forme de croix, qui sont des imitations de la férule pontificale. L'évêque tourne la volute de la crosse vers l'extérieur s'il célèbre dans son diocèse, vers lui dans le cas contraire.

#### Cuculle ecclésiastique
La cuculle est un vêtement liturgique propre à la liturgie cartusienne, constitué par une ample coule plissée à double capuce - de type bénédictin, mais de couleur blanche - revêtue quotidiennement par le diacre à la messe conventuelle et, le dimanche et aux solennités, par le sous-diacre (actuellement par l'acolyte).
La cuculle ecclésiastique est également revêtue par le prieur pour la célébration des sacramentaux, en particulier le sacrement des malades, la levée de corps, les funérailles, les prises d'habit et professions, ainsi que par les prêtres qui remplacent le prieur ou remplissent des fonctions similaires, notamment pour apporter la communion aux malades.
Depuis l'introduction de la concélébration, dans certaines communautés, les prêtres concélébrants revêtent la cuculle ecclésiastique à la place de l'amict, de l'aube et du cordon.
La cuculle ecclésiastique ne doit pas être confondue avec la cuculle monastique qui est le scapulaire des Chartreux et leur tient lieu de seul et unique vêtement de chœur.

### D

#### Dalmatique

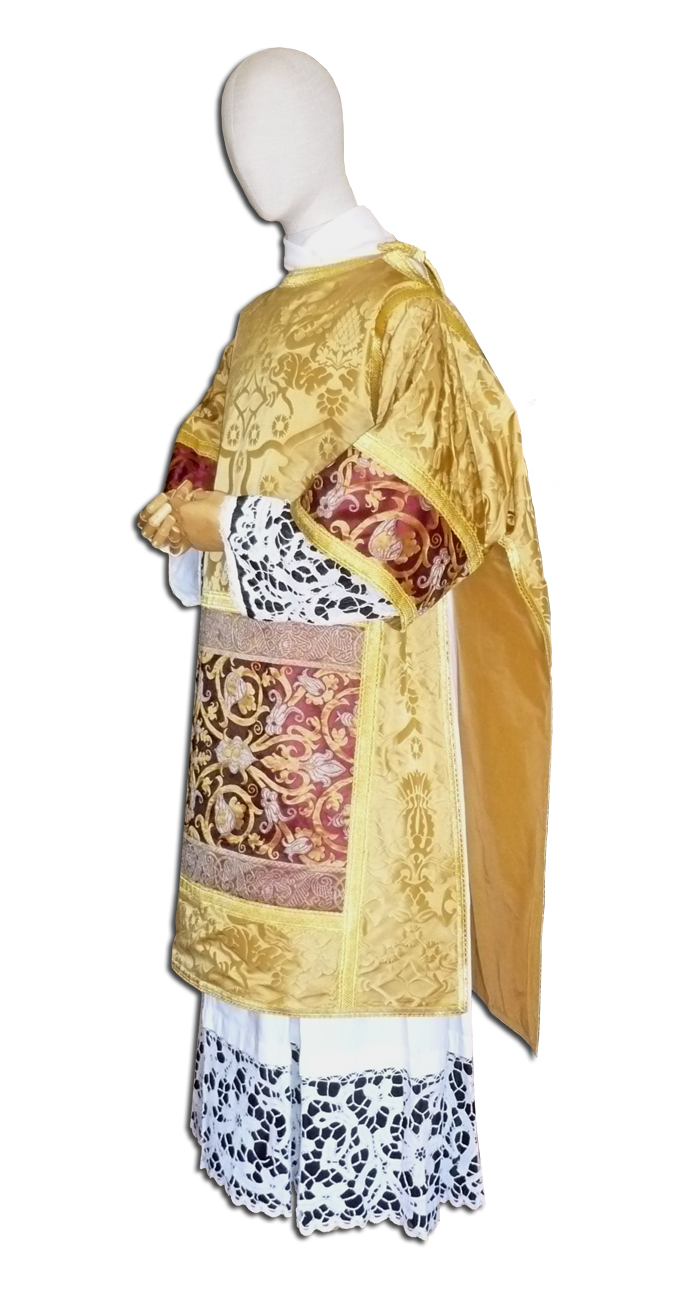
Dalmatique romaine.

Du latin ecclésiastique dalmatica qui signifie « blouse en laine de Dalmatie ».
La dalmatique est un vêtement de chœur en forme de croix avec des manches courtes, elle se décline selon les couleurs du temps liturgique. Elle est portée par le diacre à la messe, aux processions et aux vêpres ou en Espagne par de simples acolytes ou enfants de chœur lors des processions solennelles.
Ce vêtement est dérivé d'un vêtement civil romain, et dont l'usage liturgique remonte au IVe siècle. Blanche à l'origine, la dalmatique prendra progressivement les couleurs de la chasuble, avec deux bandes verticales devant et dans le dos, les clavi. (voir aussi : tunique).
Aux temps de pénitence, dans les grandes églises, la dalmatique du diacre et la tunique du sous-diacre étaient remplacées, jusqu'à la réforme des rubriques romaines par le pape Jean XXIII, en 1960, par des chasubles violettes (ou noires le vendredi-saint), pliées en avant ou coupées vers le milieu de la partie antérieure.
Par ailleurs, il existe une dalmatique de soie légère sans ornementation, blanche ou de la couleur du jour, portée par l'évêque, à la messe pontificale, sous la chasuble. Appelée aussi « dalmaticelle », rappelant la dalmatique du diacre, elle symbolise la plénitude du sacerdoce.

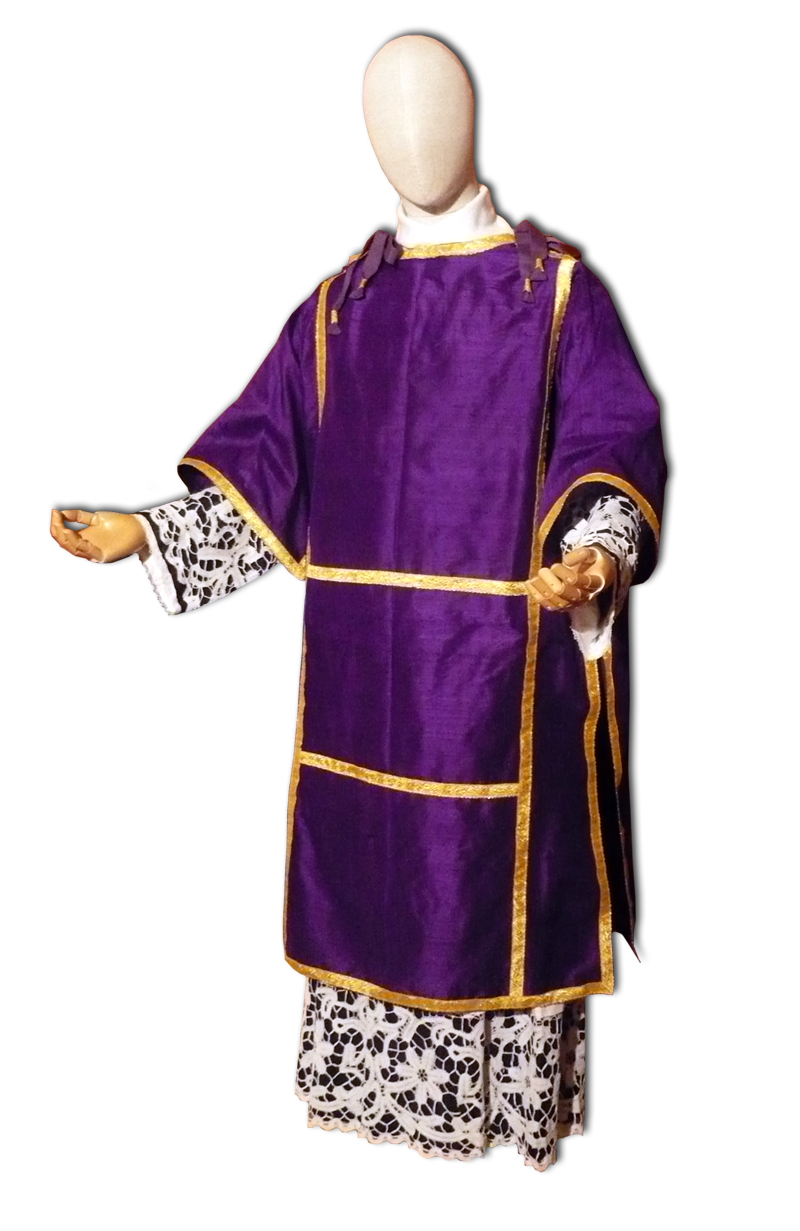
Dalmaticelle ou tunicelle.

Elle est portée dans la forme tridentine du rite romain par-dessus la « tunicelle », de même conception, rappelant la tunique du sous-diacre. On appelait parfois improprement ces ornements pontificaux du terme générique pluriel de « tunicelles ».

#### Dalmaticelle
La dalmaticelle est un vêtement de forme semblable à celle d'une dalmatique, que les évêques portent sous la chasuble, sur l'aube, aux messes pontificales.
La dalmaticelle est en tissu de soie, plus fin que celui d'une dalmatique, sans doublure, généralement pourvue de manches courtes, souvent attachée sous les bras et sur les épaules par des cordons à pompons ou par des rubans et ornée de galons étroits.
Elle est de la couleur du temps liturgique mais jamais dorée et, depuis la réforme liturgique, elle peut être toujours blanche. Elle est parfois de la même matière que la chasuble.

### E

#### Étole
Du latin stola qui signifie « longue robe ».
L'étole est une écharpe portée par les diacres, les prêtres et les évêques sur l'aube ou le surplis pour la messe et l'administration des sacrements. Portée en bandoulière par les diacres, elle est simplement passée autour du cou pour les prêtres et les évêques. Avant 1969, à la messe, le simple prêtre la portait croisée sur la poitrine.
L'étole, dans sa forme primitive, était une longue robe, garnie de deux bandes verticales, les clavi, comme sur la dalmatique. La robe a été supprimée, et il n'est resté que les bandes qui forment l'étole actuelle.
L'étole utilisée à la messe est confectionnée dans le même tissu et la même couleur que la chasuble ou la dalmatique dont elle est dépendante. Seule la croix du cou est obligatoire.
Le pape porte sur sa mosette une étole pastorale rouge brodée à ses armes sur les palettes. Quand il revêtait une mosette blanche pendant l'octave de Pâques, l'étole était également blanche.
En vertu d'une très ancienne coutume, les moniales chartreuses ou chartreusines, reçoivent l'étole (et autrefois le manipule) à leur consécration virginale, qui leur confère quelques privilèges liturgiques dont le plus important est la proclamation de l'Évangile en certaines occasions, notamment lors du chant de l'office divin. Elles la portent pour le cinquantième anniversaire de cette consécration. À leur mort, elles sont exposées et ensevelies avec elle.

##### Étole large
(voir Stolon)

### F

#### Fanon
Le fanon papal, ou fanon (du vieux mot germanique tissu), est un vêtement de cérémonie réservé au pape pendant la messe pontificale.

#### Férule papale ou férule pontificale

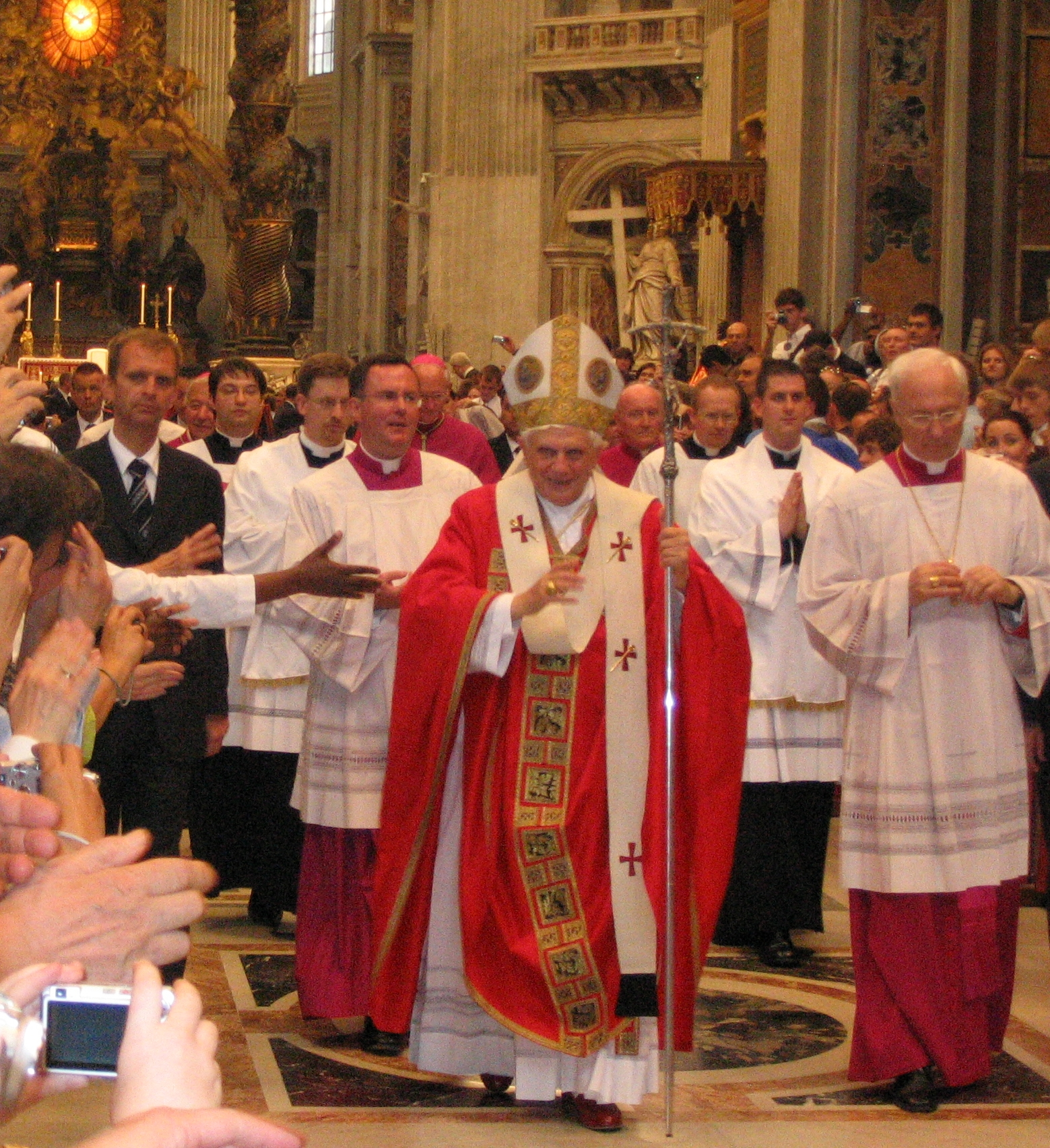
Le Pape Benoît XVI portant la férule créée pour le Pape Paul VI, au milieu des années 1960.

La férule papale est un bâton liturgique droit, surmonté d'une croix trilobée dorée à une seule traverse et sans crucifix, que le Pape utilise, en cérémonie, à la place de la crosse. Elle ne doit pas être confondue avec la croix patriarcale à deux traverses qui n'a jamais été qu'un meuble héraldique sans équivalent liturgique.
À la faveur du Concile Vatican II (1962-1965), Paul VI commanda aux sculpteurs italiens Enrico Manfrini et Lello Scorzelli une férule d'argent portant un crucifix. Portée pour la première fois, le 8 décembre 1965, jour de clôture du Concile Vatican II, cette férule d'argent remplaça la férule traditionnelle en usage à Rome. Par suite, son usage sera quasiment généralisé à toutes les célébrations liturgiques pontificales requérant le port d'une chasuble ou d'une chape. Depuis la mort du Pape Paul VI, trois de ses successeurs l'ont utilisée Jean-Paul Ier, Jean-Paul II et Benoît XVI - jusqu'en mars 2008.
En effet, à partir du Dimanche des Rameaux 16 mars 2008, le Pape Benoît XVI lui préféra une férule traditionnelle portant une croix sans crucifix, celle du Pape Pie IX, employée selon les usages récents. Depuis les premières vêpres de l'Avent du 28 novembre 2009, Benoît XVI utilise sa propre férule qui, comme le veut la Tradition, lui a été offerte par le Cercle Saint-Pierre.

### M

#### Manipule

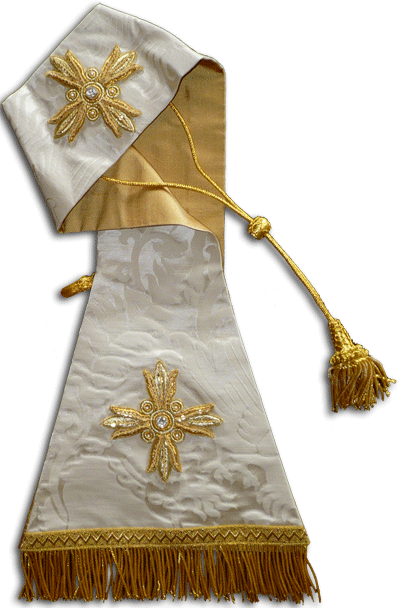
Manipule en damas de soie avec croix brodée en or.

Du latin manipulus qui signifie « poignée, petite gerbe ».
Le manipule est une bande d'étoffe de la même matière et de même couleur que la chasuble, portée au bras gauche par le prêtre, le diacre et le sous-diacre, à partir du IXe siècle jusqu'à ce qu'il soit rendu facultatif par l'instruction Tres abhinc annos en 1967 puis ne soit plus mentionné dans le missel de 1969. Son usage est de nouveau normatif dans le cadre de la célébration de la forme tridentine du rite romain.
Appelé encore au moyen âge sudarium, mappula, fanon, le manipule ne se distinguait pas à l'origine de la mappa, mouchoir de cérémonie dont les Romains se servaient pour essuyer la sueur du visage ou se protéger la tête du soleil et se tenait à la main gauche avant de remonter sur le même bras à partir du IXe siècle. À cette époque, la mappula de lin se transforme en une bande étroite décorée de broderies et de franges.
Porté d'abord par les diacres de l'Église romaine, l'usage s'en étendit aux évêques, aux prêtres, aux sous-diacres et même aux clercs inférieurs. Au XIe siècle il fut attribué aux seuls ordres majeurs et devint, comme tel, l'insigne particulier du sous-diaconat.
Il ne se porte que pour la messe, avec la chasuble, la dalmatique ou la tunique. Son décor est identique à celui de l'étole.
En vertu d'une très ancienne coutume, les moniales chartreuses ou chartreusines, recevaient le manipule avec l'étole à leur consécration virginale. Elles le portaient pour le cinquantième anniversaire de cette consécration, et à leur mort, étaient exposées et ensevelies avec lui.

#### Mitre
La mitre est un couvre-chef liturgique à deux pointes, de forme conique, portée par le pape, les cardinaux, les évêques et les abbés de communautés monastiques ou canoniales depuis le milieu du XIIe siècle, plus rarement par certains chanoines et même par d'autres clercs.
Il y a trois sortes de mitres : 
- la mitre précieuse, en drap d'or ou d'argent, parfois en soie blanche, doublée de soie rouge et rehaussée de broderies et de pierres précieuses,
- la mitre orfrayée, en drap d'or ou en soie blanche brochée d'or, doublée de soie rouge, sans broderies ni pierres précieuses, sauf des perles,
- la mitre simple, portée en temps de deuil et de pénitence, en drap d'argent, avec bordures et fanons frangés d'or pour le pape, en soie blanche damassée, avec fanons frangés de blanc pour les cardinaux, en soie ou en toile blanche, avec fanons frangés de rouge pour les évêques. Les cardinaux et les évêques portent toujours la mitre simple en présence du pape.

### O

#### Orfrois
Bandes décorées rapportées, brodées ou matérialisées par un galon, formant les bordures antérieures du pluvial.

### P

#### Pallium
Du latin pallium qui signifie « manteau ».
Le pallium est un insigne de dignité porté par le pape et les archevêques métropolitains, comme autrefois certains évêques le portaient (e.g. l'évêque d'Autun, l'évêque du Puy). Dans l'Antiquité, il était d'usage répandu. Le pallium est une bande d'étoffe de laine blanche, large d'environ trois doigts, de forme circulaire, portée autour du cou, d'où pendent sur la poitrine et sur le dos deux autres courtes bandes lestées et maintenues en place à leurs extrémités par deux plaques de plomb recouvertes de soie noire. Il est en outre orné de six croix de même matériau et couleur, une sur chaque appendice et quatre sur la partie circulaire.
Les croix et les extrémités des parties pendantes du pallium ont été de couleur rouge pendant toute une partie du Moyen Âge.
L'encolure est munie de ganses, généralement au nombre de trois, dans lesquelles sont passées des épingles en matériaux précieux servant, en plus de leur fonction ornementale, à fixer le pallium à la chasuble.
Le pallium symbolise les brebis égarées que le Sauveur rapporte au bercail du droit chemin.

#### Pluvial
voir chape

### R

#### Rochet
Le rochet est une aube courte de lin aux manches étroites et dont les extrémités sont ornées de dentelle, généralement porté par les dignitaires ecclésiastiques comme le pape, les cardinaux, les évêques et certains prélats dans les cultes catholiques et anglicans. Signe de juridiction mais simple vêtement de chœur, il doit être couvert d'un autre vêtement ou ornement et ne peut servir lors de l'administration des sacrements.

### S

#### Soutane
La liturgie ne requiert jamais le port de la soutane, mais celui de la « robe talaire » (vestis talaris) qui doit couvrir le corps jusqu'aux talons. Cette robe est normalement l'aube, qui peut être remplacée par la soutane dans certains cas. La soutane n'est pas un parement à proprement parler. C'est une forme du vêtement ecclésiastique dont le port est requis  par ceux qui ne revêtent pas l'aube ou la coule (chez les moines) au cours des fonctions liturgiques. La soutane n'est pas un vêtement de chœur suffisant. Elle doit toujours être portée soit avec le surplis soit avec l'aube. À l'instar des clercs dont ils remplissent certains offices à titre substitutif, les enfants de chœur peuvent porter la soutane au lieu de l'aube. Dans ce cas la soutane devrait être noire. L'usage de porter une soutane rouge, violette ou d'une autre couleur, selon les coutumes locales, n'est pas réprouvé. De nos jours, les servants d'autel portent plus couramment une aube - souvent munie d'un capuchon par imitation abusive du vêtement monastique qui n'est pourtant pas plus un vêtement liturgique que la soutane des clercs et est indissociable en soi des engagements de la profession monastique.

#### Surhuméral
Ornement court porté par-dessus la chasuble sur les épaules réservé à l'évêque du diocèse de Nancy-Toul en France, à l'évêque d'Eichstätt, et aux archevêques de Paderborn en Allemagne et de Cracovie en Pologne.

#### Surplis
Du latin super pelliceum, c'est-à-dire qui se porte par-dessus le pelliceum ou tunique de peau.
Le surplis est une aube raccourcie s'arrêtant à la hauteur des genoux avec de larges manches. Pour les clercs ordonnés, il doit être en toile de lin.
Le surplis était, avant les réformes liturgiques des années 1960, le vêtement de chœur commun de tous les clercs (en dehors des prélats et des évêques) et de ceux qui les remplacent (laïcs servants), seul le prêtre, le diacre et le sous-diacre revêtant l'aube pour la messe.
Les rubriques du missel de 1969 et le Cérémonial des Évêques de 1984 prévoient maintenant le port généralisé de l'aube par tous ceux qui participent à la liturgie, sans toutefois exclure d'autres solutions, faisant implicitement référence au surplis porté sur la soutane, par exemple, pour les servants remplissant les offices d'acolyte, de lecteur, ainsi que les cérémoniaires. Les prêtres et les diacres peuvent également toujours revêtir le surplis avec l'étole pour l'administration des sacrements mais dans certains pays comme la France, ils font presque toujours usage de l'aube, dès lors que l'usage de porter la soutane s'est perdu, même à l'église. Avant la réforme liturgique des années 1960, le surplis était également porté aux Vêpres sous la chape. Les rubriques actuelles prévoient le port de l'aube pour le prêtre et le diacre aux Vêpres.

#### Stolon
Le stolon (de l'italien stolone), appelé « étole large » en France, est une bande de tissu portée en bandoulière par le diacre lorsqu'il déposait la chasuble pliée, portée pendant les temps de pénitence, depuis l'Évangile jusqu'à la communion.
Placée au-dessus de l'étole diaconale et dans le même sens qu'elle, elle simulait la chasuble qui, à l'origine, se roulait en bandoulière pour permettre au diacre de remplir son office avec plus d'aisance.
Cette bandoulière n'étant pas une étole, elle n'en avait ni les croix ni les palettes, mais était simplement ornée d'un galon horizontal vers les extrémités inférieures.
Son usage a été aboli dans le rite romain, en même temps que celui des chasubles pliées, par les dispositions du Code des rubriques de 1960.

### T

#### Tunique
La tunique est un vêtement solennel porté par le sous-diacre.
Ressemblant à la dalmatique, elle s'en différencie par ses dimensions et son absence de clavi (bandes verticales) : elle est plus courte, moins ornée et a des manches un peu plus longues et plus étroites. Depuis le XIXe siècle, dalmatique et tunique sont souvent identiques dans les formes utilisées en France.
Aux temps de pénitence, dans les grandes églises, la dalmatique du diacre et la tunique du sous-diacre étaient remplacées, jusqu'à la réforme des rubriques romaines par le pape Jean XXIII, en 1960, par des chasubles violettes (ou noires le vendredi saint), pliées en avant ou coupées vers le milieu de la partie antérieure.
Le sous-diaconat a été supprimé en 1972. Il continue d'être conféré dans les instituts de vie cléricale célébrant la liturgie antérieure aux réformes consécutives au Concile Vatican II.

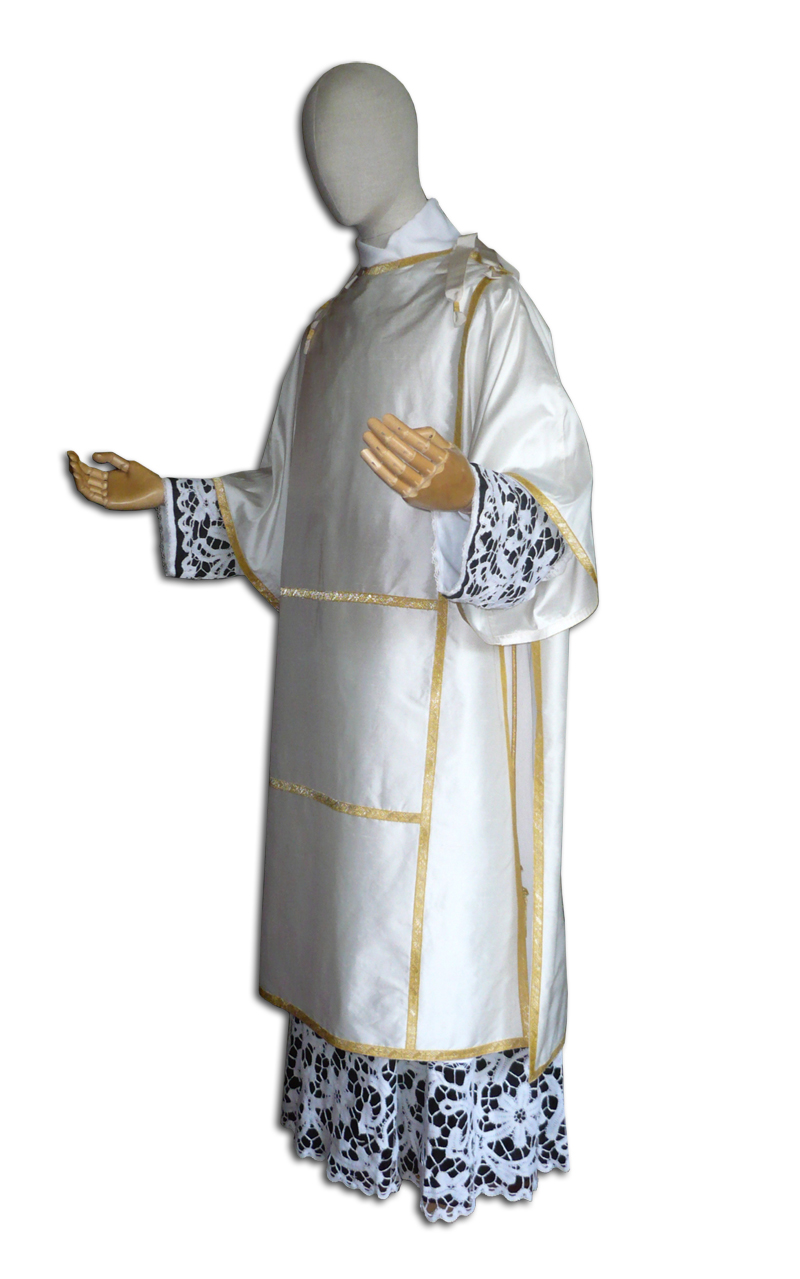
Tunicelle pontificale.

#### Tunicelle
La tunicelle est un vêtement de forme semblable à celle d'une tunique que les évêques et les abbés portaient, avant l'Instruction Pontificales Ritus du 21 juin 1968 simplifiant les rites pontificaux, sur l'aube et sous la dalmaticelle aux messes pontificales.
La tunicelle est en tissu de soie, plus fin que celui d'une tunique, sans doublure, à manches plus longues et plus étroites que celles d'une dalmaticelle. Elle est de la couleur du temps liturgique, donc jamais de drap d'or, et ornée d'un galon d'or ou de soie jaune.
Par extension, le terme générique « tunicelles » désigne à la fois la dalmaticelle et la tunicelle.

### V

#### Vimpa
La vimpa est une longue bande d'étoffe blanche ou de la couleur des ornements du célébrant, sans ornements, portée à la manière d'un voile huméral par les acolytes qui s'en enveloppent les mains pour tenir la mitre et la crosse de l'évêque aux messes pontificales.

#### Voile de calice

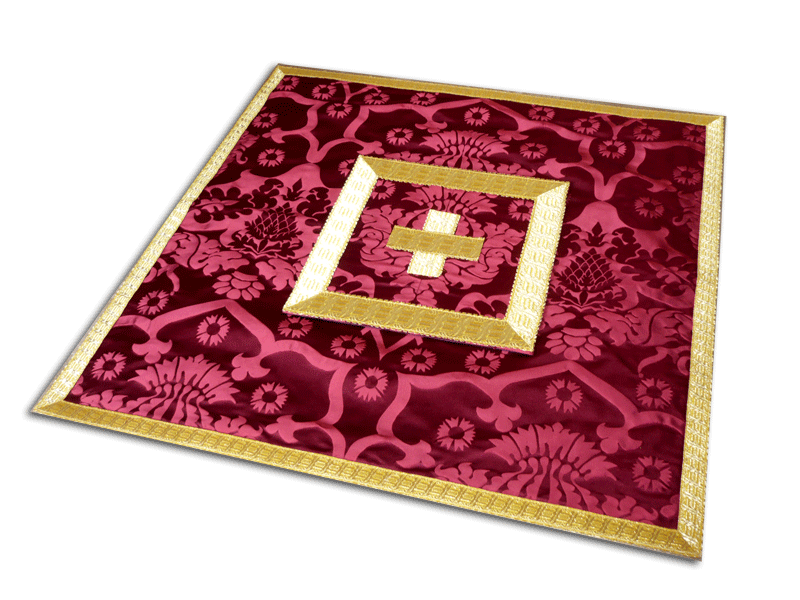
Voile de calice et bourse du corporal.

Du latin velum qui signifie « tenture, rideau ».
Ce voile est destiné à recouvrir le calice, la patène et la pale du célébrant.
Il est confectionné dans le même tissu que la chasuble dont il est dépendant. Il mesure environ 50 cm de côté et est habituellement muni d'une doublure assortie à celle de la chasuble.

#### Voile huméral
Du latin humerus qui signifie « épaule ».
Le voile huméral est une longue bande de tissu blanc ressemblant à un grand châle (env. 50 cm en largeur sur 250 cm en longueur), placée sur les épaules du prêtre ou du diacre qui prend en mains le Saint Sacrement. L'huméral possède une large poche à chacune de ses extrémités où le célébrant introduit les mains pour présenter l'ostensoir à l'adoration des fidèles. Avant la réforme liturgique, le voile huméral pouvait aussi être de la couleur liturgique du jour et du même tissu que les ornements de la messe. Il était alors pris par le sous-diacre à l'offertoire pour tenir solennellement la patène jusqu'après le Pater. Au rite cartusien, l'acolyte ou le diacre hebdomadaire prennent le voile huméral seulement sur l'épaule droite pour porter les oblats de la piscine à l'autel au moment de l'offertoire.

## Paramentique byzantine
- Apostolnik
- Encolpion
- Épimandylion
- Kamilavkion
- Klobouk
- Koukoulion

- Mitre (tradition byzantine)

- Omophorion
- Orarion

- Phélonion

- Sakkos
- Skhima
- Skouphos
- Sticharion

## Paramentique calviniste
- Rabat (vêtement)
- Robe pastorale